# 小美玉市立玉里中学校
小美玉市立玉里中学校（おみたましりつ たまりちゅうがっこう）は茨城県小美玉市上玉里にあった公立の中学校。

## 沿革
- 1947年5月1日 - 玉川村立玉川中学校、田余村立田余中学校創立
- 1955年3月31日 - 玉川村と田余村の合併により玉里村が発足。これにより、田余中学校が玉里村立玉里中学校、玉川中学校が玉里村立玉里東中学校と改称
- 1960年4月1日 - 玉里東中学校を玉里中7学校に統合するもそれぞれ玉里分教場、玉里東分教場となる
- 1962年4月7日 - 両教場から新校舎へ移転
- 2007年3月27日 - 小美玉市立玉里中学校と改称
- 2021年3月31日 - 閉校